# Championnats de Belgique d'athlétisme 1958
 (juillet 2012).
Si vous disposez d'ouvrages ou d'articles de référence ou si vous connaissez des sites web de qualité traitant du thème abordé ici, merci de compléter l'article en donnant les références utiles à sa vérifiabilité et en les liant à la section « Notes et références ».
En 1958 les Championnats de Belgique d'athlétisme toutes catégories pour hommes et femmes se sont déroulés les 2 et 3 août au stade du Heisel à Bruxelles.

## Résultats
| Homme                | Prestation    | Catégorie         | Femme                | Prestation   |
| -------------------- | ------------- | ----------------- | -------------------- | ------------ |
| Jacques Vercruysse   | 10 s 9        | 100 m             | Helène Joye          | 12 s 6 (RN)  |
| Jacques Vercruysse   | 21 s 7        | 200 m             | Helène Joye          | 26 s 6       |
| Louis De Clerck      | 49 s 1        | 400 m             | Marie-Louise Wirix   | 61 s 8       |
| Émile Leva           | 1 min 51 s 6  | 800 m             | Marie-Louise Wirix   | 2 min 29 s 6 |
| Roger Verheuen       | 3 min 49 s 7  | 1 500 m           | -                    | -            |
| Eugène Allonsius     | 14 min 31 s 8 | 5 000 m           | -                    | -            |
| Marcel Vandewattijne | 31 min 55 s 8 | 10 000 m          | -                    | -            |
| -                    | -             | 80 m haies        | Hilde De Cort        | 12 s 3       |
| Georges Salmon       | 14 s 8        | 110 m haies       | -                    | -            |
| Marcel Lambrechts    | 25 s 1        | 200 m haies       | -                    | -            |
| Marcel Lambrechts    | 54 s 3        | 400 m haies       | -                    | -            |
| Hedwig Leenaert      | 9 min 07 s 4  | 3 000 m steeple   | -                    | -            |
| Walter Herssens      | 1,90 m        | Saut en hauteur   | Lea Van Hoogendorp   | 1,45 m       |
| Raymond Van Dijck    | 4,20 m        | Saut à la perche  | -                    | -            |
| Georges Salmon       | 7,24 m        | Saut en longueur  | Dorette Van de Broek | 5,16 m       |
| Walter Herssens      | 14,35 m       | Triple saut       | -                    | -            |
| Willy Wuyts          | 14,41 m       | Lancer du poids   | Simone Saenen        | 13,11 m      |
| Christian Dewaey     | 46,45 m       | Lancer du disque  | Simone Saenen        | 42,86 m (RN) |
| Guy Van Zeune        | 66,80 m       | Lancer du javelot | Rachel Hanssens      | 31,02 m      |
| Henri Haest          | 51,40 m       | Lancer du marteau | -                    | -            |

Source du tableau : LBFA 

## Liens Externes
- Ligue Belge Francophone d'Athlétisme